# Malarguesaurus
Malarguesaurus florenciae
Genre
Espèce
Malarguesaurus est un genre fossile de dinosaures sauropodes, un titanosaure basal du Crétacé supérieur, découvert dans la province de Mendoza, en Argentine. 
L'espèce type et seule espèce est Malarguesaurus florenciae. Elle a été décrite par González Riga et ses collègues en 2009.

## Découverte
Ses fossiles comprennent des vertèbres de queue, des arcs hémaux ou chevrons, des côtes et des os de membres retrouvés dans la strate du Turonien supérieur-Coniacien inférieur (datant d'environ 89 millions d'années) de la formation géologique de Portezuelo (en) du groupe de Neuquén (en).

## Description
Comme les autres sauropodes, Malarguesaurus était un grand quadrupède herbivore. Sa masse pourrait être de l'ordre d'une quinzaine de tonnes.
Malarguesaurus est le deuxième sauropode découvert dans la province de Mendoza. Le premier est Mendozasaurus neguyelap.

## Classification
Malarguesaurus est un titanosaure basal considéré tout d'abord comme proche des genres Ligabuesaurus et Phuwiangosaurus au sein des Somphospondyli,.
L'analyse phylogénétique réalisée par José L. Carballido et ses collègues en 2017 lors de la description du genre Patagotitan, le rapproche du genre asiatique Ruyangosaurus.